# Evangelical Lutheran Church
Evangelical Lutheran Church var ett amerikanskt lutherskt kyrkosamfund, bildat 1917 under namnet Norwegian Evangelical Lutheran Church. Som namnet antyder hade samfundet norska rötter.
1960 uppgick Evangelical Lutheran Church i The American Lutheran Church.